# Rockhausen (Adelsgeschlecht)

Wappen derer von Rockhausen

Die Familie von Rockhausen waren ein thüringisch-obersächsisches Adelsgeschlecht mit Besitzungen in Thüringen und im Stift Naumburg. Der Stammsitz war der im schwarzburgischen gelegene Ort Rockhausen (etwa zehn Kilometer südlich von Erfurt gelegen). Das Genealogische Handbuch des Adels nennt den Ort Rehehausen bei Bad Sulza als Stammsitz. Dies ist aber eher unwahrscheinlich und im Gegensatz zum Ort Rockhausen auch nur vage belegt.

## Geschichte

Das Rittergut Kirchscheidungen, von 1419 bis 1748 im Besitz der Familie.

Erstmals gesichert urkundlich erwähnt werden die von Rockhausen in einer Schenkungsurkunde des Jahres 1193/94 des Erzbischofes Konrad I. von Mainz, wo unter den Zeugen ein Warnerus de Rouhenhausen (Rockenhausen) genannt wird. Die von Rockhausen waren auch Erfurter Bürger und Vasallen der Grafen von Kevernburg und der Grafen von Schwarzburg. Heinrich Graf von Schwarzburg stellte sich laut einer Urkunde vom 15. August 1240, zusammen mit seinen ritterlichen Dienstmannen, darunter Elher von Rochus, dem Kloster Georgenthal als Bürge für die Innehaltung eines Kaufvertrages mit diesem zur Verfügung. Diese Urkunde, in der die Rockhausens erstmals dort genannt werden, siegeln seine Verwandten Brüder Günther Graf von Blankenburg, Günther Graf von Kevernburg und dessen Bruder Albert Graf zu Rabenswalde. 
1349 ließen sie sich im Unstruttal in Dorndorf und Weischütz bei Freyburg nieder. Von 1419 bis 1748 waren sie Rittergutsbesitzer und Gerichtsherren auf Kirchscheidungen. Sie besaßen zeitweilig das Dorf Oeglitzsch. 1904 erlosch in männlicher Linie der adelige Stamm derer von Rockhausen.

## Wappen
Das Wappen, ein einfaches Heroldswappen, ist von Silber und Rot sechsmal durch Bogenschnitt geständert. Helm: zwischen Rot und Silber übereck geteilten oder sechsmal von Rot und Silber quergeteilte Büffelhörnern, dazwischen ein vorwärtsgekehrter goldener Löwenrumpf, Helmdecken: Rot Silber

## Bekannte Namensträger
- Moritz Ferdinand Gustav von Rockhausen, Kommandant der Festung Königstein
- Christian Gottfried von Rockhausen, sächsischer Leutnant zu Fuß, hochfürstlich Sachsen-Weißenfelsischer hochbestallter Amtshauptmann des Freyburgischen Bezirks (Amt Freyburg), Erb-, Lehns- und Gerichtsherr auf Niederndorf, Hogersdorf, Leimbach, Kirchscheidungen und Krawinkel
- George Friedrich von Rockhausen (1673–1752), königlich-polnischer und kurfürstlich-sächsischer Kreiskommissar